# عملية المنجنيق
عملية المنجنيق هو الاسم الرمزي للعملية الجوية البحرية الفرنسية قبالة لبنان بهدف تأمين مواطني الاتحاد الأوروبي منذ يوليو 2006 في سياق حرب لبنان 2006.

## المكونات

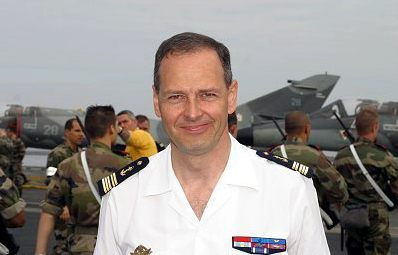
النقيب زافير ماغني في عام 2004.

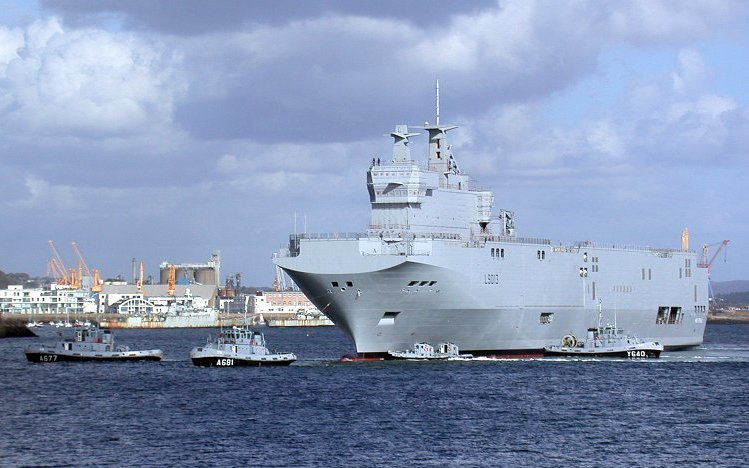
سفينة الهجوم البرمائية ميسترال.

عمل تحت قيادة الأميرال كزافييه ماغني في عملية المنجنيق 1700 رجل. كانت العملية تتكون من ثلاثة مجموعات حسب التالي:
- مجموعة النقل الجوي التي تتألف من طائرة ترانزال سي-160 واحدة وثلاث مروحيات يوروكوبتر إيه إس 532.
- فرقة قتالية من الجيش الفرنسي بما في ذلك المشاة الآلية والهندسية والطائرات والمدرعات الخفيفة.
- مجموعة بحرية برمائية تتألف من سفن العمليات البرمائية ميسترال وسيروكو والفرقاطات جان بارت وجان دي فيين. كان لدى المجموعة قدرات المستشفيات ومروحيات قتالية ومروحيات للنقل وسفن للهبوط.

## التاريخ
في 18 أغسطس 2006 تم إجلاء 14500 شخص (من بينهم 11300 مواطن فرنسي).
في 20 أغسطس أبحرت السفينة الهجومية البرمائية فودر والفرقاطة كاسارد من تولون للانضمام إلى المسرح وعناصر القافلة من أفواج الهندسة الثانية والثالثة عشر فضلا عن أكثر من 100 مركبة هندسية لقوة الأمم المتحدة المؤقتة في لبنان.
في 3 أكتوبر اقتحم مقاتل إسرائيلي محيط الدفاع الذي يبلغ طوله 2 ميل بحري (3.7 كيلومتر) من فرقاطة الشبح كوربيت مما أدى إلى وقوع حادث دبلوماسي. اعتذرت إسرائيل بعد احتجاجات رسمية من الحكومة الفرنسية.

## الملاحظات
يشير الاسم الرمزي إلى السمكة تريجر (وليس إلى السلاح القديم العرادة كما يساء فهمها في بعض الأحيان).

## وصلات خارجية
- وزارة الدفاع الفرنسية